# FC Karpatî Liov
FC Karpaty Liov (ucraineană Футбольний Клуб Карпати Львів) este un club de fotbal ucrainean, din orașul Liov. Clubul a fost denumit după Munții Carpați.

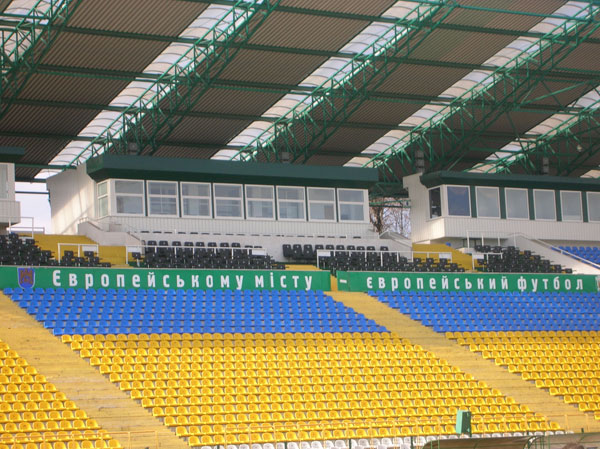
Stadionul Ukraina

## Palmares
Uniunea Sovietică
- Cupa URSS: 1

Câștigătoare (1): 1969
Ucraina
- Premier Liha: 1

Locul doi (1): 2004-2005
- Cupa Ucrainei: 2

Finalistă (2): 1993, 1998-1999
- UEFA Europa League
  -  Faza Grupelor (1) : 2011

## Lotul actual
La 2 September 2013.
| Nr. |          | Poziție | Jucător                                 |
| --- | -------- | ------- | --------------------------------------- |
| 1   | Ucraina  | P       | Roman Pidkivka                          |
| 2   | Ucraina  | F       | Andriy Savchenko                        |
| 3   | Serbia   | F       | Ivan Milosevic                          |
| 4   | Ucraina  | F       | Mykola Zhovtyuk                         |
| 5   | Ucraina  | F       | Andriy Hitchenko                        |
| 8   | Ucraina  | A       | Volodymyr Kostevych                     |
| 9   | Ucraina  | M       | Valeriy Fedorchuk (on loan from Dnipro) |
| 10  | Ucraina  | A       | Oleksandr Hladkyi (on loan from Dnipro) |
| 11  | Croația  | M       | Mladen Bartulović (on loan from Dnipro) |
| 15  | Camerun  | M       | Armand Ken Ella                         |
| 17  | Ucraina  | M       | Vadym Strashkevych                      |
| 19  | Ucraina  | M       | Yaroslav Martynyuk                      |
| 20  | Estonia  | A       | Sergei Zenjov                           |
| 21  | Slovenia | F       | Gregor Balažic                          |
| 22  | Ucraina  | M       | Dmytro Lyopa                            |
| 23  | Ucraina  | P       | Roman Mysak                             |
| 24  | Ucraina  | F       | Pavlo Pashayev (on loan from Dnipro)    |

| Nr. |                   | Poziție | Jucător                                  |
| --- | ----------------- | ------- | ---------------------------------------- |
| 25  | Ucraina           | M       | Andriy Tkachuk (captain)                 |
| 27  | Ucraina           | M       | Oleh Holodyuk                            |
| 28  | Ucraina           | F       | Ihor Oshchypko                           |
| 29  | Ucraina           | P       | Oleksandr Ilyuschenkov                   |
| 31  | Ucraina           | M       | Ihor Tyschenko                           |
| 32  | Ucraina           | F       | Ihor Plastun                             |
| 36  | Ucraina           | A       | Volodymyr Hudyma                         |
| 39  | Ucraina           | A       | Denys Vasin                              |
| 43  | Ucraina           | F       | Ihor Ozarkiv                             |
| 51  | Ucraina           | M       | Serhiy Zahidulin                         |
| 70  | Nigeria           | M       | Samson Godwin                            |
| 73  | Ucraina           | A       | Taras Zaviyskyi                          |
| 77  | Ucraina           | A       | Yevhen Bokhashvili (on loan from Dnipro) |
| 88  | Georgia           | M       | Murtaz Daushvili                         |
| 94  | Ucraina           | M       | Denys Miroshnichenko                     |
| 97  | Brazilia          | A       | Marcelinho                               |
| 99  | Macedonia de Nord | P       | Martin Bogatinov                         |

### Dați în arendă
| Nr. |         | Poziție | Jucător                                    |
| --- | ------- | ------- | ------------------------------------------ |
|     | Ucraina | F       | Volodymyr Bidlovskyi (at PFC Oleksandriya) |
|     | Ucraina | F       | Stepan Hirskyi (at Nyva Ternopil)          |
|     | Ucraina | M       | Ihor Khudobyak (at FC Rostov)              |
|     | Ucraina | M       | Pavlo Ksyonz (at Metalist Kharkiv)         |

| Nr. |         | Poziție | Jucător                                       |
| --- | ------- | ------- | --------------------------------------------- |
|     | Ucraina | A       | Mykhaylo Kopolovets (at FC Hoverla Uzhhorod)  |
|     | Ucraina | A       | Ilya Mikhalyov (at Luch-Energiya Vladivostok) |
|     | Ucraina | A       | Oleksandr Kasyan (at Khimik Dzerzhinsk)       |

## Evoluția în competițiile europene
Cupa UEFA/Europa League
| Sezon   | Runda    | Țara              | Adversar                   | Acasă | Deplasare | Scor general   |
| ------- | -------- | ----------------- | -------------------------- | ----- | --------- | -------------- |
| 1999-00 | 1st      | Suedia            | Helsingborg                | 1-1   | 1-1       | 2-2 (pen. 2-4) |
| 2010-11 | Q2       | Islanda           | KR Reykjavík               | 3-2   | 3-0       | 6-2            |
| 2010-11 | Q3       | Georgia           | FC Zestafoni               | 1-0   | 1-0       | 2-0            |
| 2010-11 | Play-off | Turcia            | Galatasaray                | 1-1   | 2-2       | 3-3            |
| 2010-11 | Gr.J     | Germania          | Borussia Dortmund          | 3-4   | 0-3       | 3-7            |
| 2010-11 | Gr.J     | Franța            | PSG                        | 1-1   | 0-2       | 1-3            |
| 2010-11 | Gr.J     | Spania            | FC Sevilla                 | 0-1   | 0-4       | 0-5            |
| 2011-12 | Q3       | Republica Irlanda | St Patrick's Athletic F.C. | 2-0   | 3-1       | 5-1            |
| 2011-12 | Play-off | Grecia            | PAOK                       | 1-1   | 0-2       | 1-3            |

Cupa Cupelor UEFA
| Sezon   | Runda      | Țara              | Adversar            | Acasă | Deplasare | Scor general |
| ------- | ---------- | ----------------- | ------------------- | ----- | --------- | ------------ |
| 1970-71 | Calificări | România           | FC Steaua București | 0-1   | 3-3       | 3-4          |
| 1993-94 | Calificări | Republica Irlanda | Shelbourne          | 1-0   | 1-3       | 2-3          |

## Antrenori
- Ernő Juszt (1967-1977)
- Ishtvan Sekech (1978-1980)
- Miron Markevici (1992-2001)
- Ivan Golac (2001-2002)
- Iuri Diaciuc-Stavitschi (2004-2006)
- Aleksandr Iscenco (2006-2007)
- Iuri Diaciuc-Stavitschi (2007)
- Aleksandr Iscenko (2007)
- Valeri Iaremcenco (2007-2008)
- Aleg Konanau (2008-2011)
- Pavel Kucerov (2011-2012)
- Volodymyr Sharan (2012)
- Nikolay Kostov (2012-2013)
- Aleksandr Sevidov (2013-2014)
- Igor Jovicevici (2014-2016)
- Oleg Luzhni (2016)
- Serhi Zaicev (2016)
- Aleg Dulub (2016-present)